# Comuna Sipoteni, Călărași
Comuna Sipoteni este o comună din raionul Călărași, Republica Moldova. Este formată din satele Sipoteni (sat-reședință) și Podul Lung.
Comuna Sipoteni este una dintre cele mai mari de pe teritoriul Moldovei. Aici activează circa 25 de unități comerciale, o brutărie, o moară, o oloiniță, o fabrică avicolă, o fabrică de producere a sucului de mere, o fabrică de vinuri, o fabrică de prelucrare a lemnului, o stație de alimentare cu petrol, o stație de alimentare cu gaz și un număr mare de fermieri care se ocupă cu prelucrarea terenurilor agricole de pe teritoriul comunei.

## Demografie
Conform datelor recensământului din 2014, comuna are o populație de 6.845 de locuitori. La recensământul din 2004 erau 7.383 de locuitori.

## Administrație și politică
Componența Consiliului local Sipoteni (15 consilieri), ales la 5 noiembrie 2023, este următoarea:
|  | Partid                                       | Consilieri | Componență | Componență | Componență | Componență | Componență | Componență | Componență | Componență | Componență | Componență | Componență |
|  | -------------------------------------------- | ---------- | ---------- | ---------- | ---------- | ---------- | ---------- | ---------- | ---------- | ---------- | ---------- | ---------- | ---------- |
|  | Partidul Acțiune și Solidaritate             | 11         |            |            |            |            |            |            |            |            |            |            |            |
|  | Partidul Socialiștilor din Republica Moldova | 3          |            |            |            |            |            |            |            |            |            |            |            |
|  | Partidul Liberal Democrat din Moldova        | 1          |            |            |            |            |            |            |            |            |            |            |            |

## Localități înfrățite
- Comuna Mircea Vodă, Constanța
- Comuna Dragalina, Călărași
- Comuna Aluniș, Prahova